# فلسفه مشاء

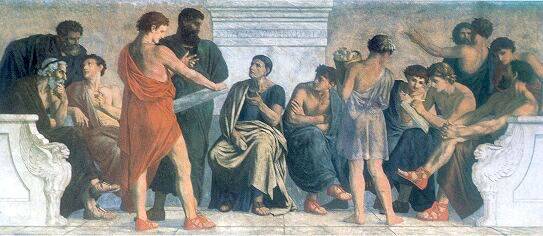
مدرسه ارسطو، اثر نقاشی از دههٔ ۱۸۸۰ میلادی

فلسفه مَشّاء یا مکتب مشاء مکتبی از فلسفه است که از آموزه‌های ارسطو الهام می‌گیرد. نیز فلسفه مشایی، یکی از دوره‌ها یا مکاتب برجسته فلسفه اسلامی است که از فلسفهٔ یونان و به‌ویژه ارسطو و تفاسیر نوافلاطونی آن سرچشمه گرفته‌است.

## ریشه‌شناسی کلمه
کلمه مَشّاء به معنی راه‌رونده یا بسیار راه‌رونده است. ارسطو در ۵۳ سالگی پس از بازگشت به آتن مدرسه خود لیسیوم را بنا نهاد. ارسطو در هنگام تدریس معمولاً قدم می‌زد و بدین سبب «لیسیوم» به مدرسه مشائی (راه رونده) معروف گردید. به این ترتیب، پیروان ارسطو را مشائی می‌گویند و در یونانی این کلمه «پریپاتتیکوس» است. همچنین گفته می‌شود چون آنان برای کشف حقیقت متوسل به تعقل می‌شدند و فکر را به کار می‌انداختند، آنان را مشاء گفتند، یعنی مشی فکر می‌کردند.

## ویژگی‌ها
اگر شما یک فیلسوف مشاء باشید مثلاً به جاذبه کاری ندارید بلکه می‌گویید که سنگ طالب مکان طبیعی خودش است و دارد به غایت خودش نزدیک می‌شود یعنی مشائیون یک حرکت غایت‌جویانه در سنگ می‌دیدند و به تعبیر خودشان یک حرکت طبیعی ولی شما یک حرکت قسری می‌بینید. یا اینکه باور ما این است که هوا دور زمین است برای اینکه کره‌ی زمین با جاذبه‌ی خودش آن را نگه داشته و اگر نگه نمی‌داشت می‌رفت و در فضا پراکنده می‌شد ولی بر اساس فکر مشاء همین وضع هوا تفسیر دیگری برمی‌دارد. در این تفسیر جای هوا همین است که هست، اینجا جای طبیعی اوست، اصلاً کجا برود؟ جای دیگر ندارد که برود. پس همین بودن هوا در مجاورت زمین دو معنی دارد.
ارسطو و اندیشمندان مشّایی پیرو وی، در چگونگی پدید آمدن جهان از خداوند، به «خردهای دهگانه» (عقول عشره)، چونان میانجیانی در میانۀ خداوند جهان می‌اندیشیده‌اند. خردهای دهگانه از عقل کل یا عقل کلی یا عقل اول آغاز می‌گرفته است؛ و به عقل فعال یا عقل فیاض یا عقل دهم پایان می‌یافته است. هر چه خرد فروتر می‌آمده است، از سادگی و فَروری و پیراستگیش بیش کاسته می‌شده و با جهان مادی و پیکرینه، همگونی و همگنی فزونتری می‌یافته است. بنابراین، در فلسفه ارسطویی و مشاء بیشتر بر استدلال و برهان تأکید می‌شود، در حالی که در فلسفه افلاطونی و فلسفه اشراق علاوه بر استدلال، کشف و شهود نیز راه دارد. در روش اشراقی برای تحقیق در مسایل فلسفی و مخصوصاً حکمت الهی تنها استدلال و تفکرات عقلی کافی نیست، سلوک قلبی و مجاهدات نفس و تصفیه آن نیز برای کشف حقایق ضروری و لازم است.
تقسیم فلسفه به مشائی و اشراقی در عین اینکه یکی از تقسیمات فلسفه اسلامی است. در حقیقت پیروان ارسطو عموماً مشائی و پیروان افلاطون اشراقی نامیده می‌شوند. در وجه تسمیه مشاء اقوال مختلفی گفته شده‌است. برخی علت این نامگذاری را عادت ویژه ارسطو در تدریس ذکر کرده‌اند. گفته می‌شود ارسطو به هنگام تدریس فلسفه قدم می‌زده‌است. برخی نیز وجه آن را این دانسته‌اند که چون عقل و اندیشه این فلاسفه پیوسته در مشی و حرکت بوده فلسفه آنان به فلسفه مشاء مشهور شده‌است؛ چرا که حقیقت فکر همان حرکت به سوی مقدمات و از مقدمات به سوی نتایج است. در میان فلاسفه اسلامی کندی، فارابی، ابن سینا، خواجه نصیر طوسی و ابن رشد اندلسی از بزرگان فلسفه مشائی شمرده می‌شوند. در جهان اسلام فلسفه مشاء با نام ابن سینا شناخته و آموزش داده می‌شود.